# Iliza Shlesinger
Iliza Vie Shlesinger (Dallas, 22 febbraio 1983) è una comica e attrice statunitense vincitrice nel 2008 di Last Comic Standing della NBC e che ha presentato i programmi Excused e Separation Anxiety (TBS).
Nel 2017 ha brevemente ospitato il suo talk show a tarda notte chiamato Truth & Iliza su Freeform.

## Biografia
Shlesinger è nata e cresciuta a Dallas in una famiglia ebraica. Ha frequentato la scuola privata di Greenhill, dove si è cimentata per la prima volta nell'improvvisazione della scuola e dove ha studiato spagnolo e cinese mandarino. Si è esibita con ComedySportz Dallas e ha frequentato il primo anno all'Università del Kansas, per poi trasferirsi all'Emerson College di Boston, dove si è laureata in cinema. Ha perfezionato le sue capacità di scrittura e montaggio ed è entrata a far parte del Jimmy's Traveling All Stars, uno dei gruppi di sketch comici del campus.

Dopo gli studi si è trasferita a Los Angeles per cimentarsi nella stand-up comedy. È stata una dei componenti più popolari del gruppo Whiteboy Comedy di Los Angeles, con i quali si è esibita al The Improv di Hollywood. Nel 2007 ha vinto il concorso So You Think Are Funny di Myspace ed è stata presentata come Myspace Girl of the Week della rete G4. In televisione è apparsa in Forbes Celebrity 100 della rete E!, Next Top Producer America di TV Guide, Comedy Central Presents Stagione 14 Episodio 18, John Oliver's New York Stand Up Show,  Comics Unleashed di Byron Allen e History of a Joke su History Channel. Ha scritto per Heavy.com e ha condotto il suo show sulla rete mobile di GOTV.

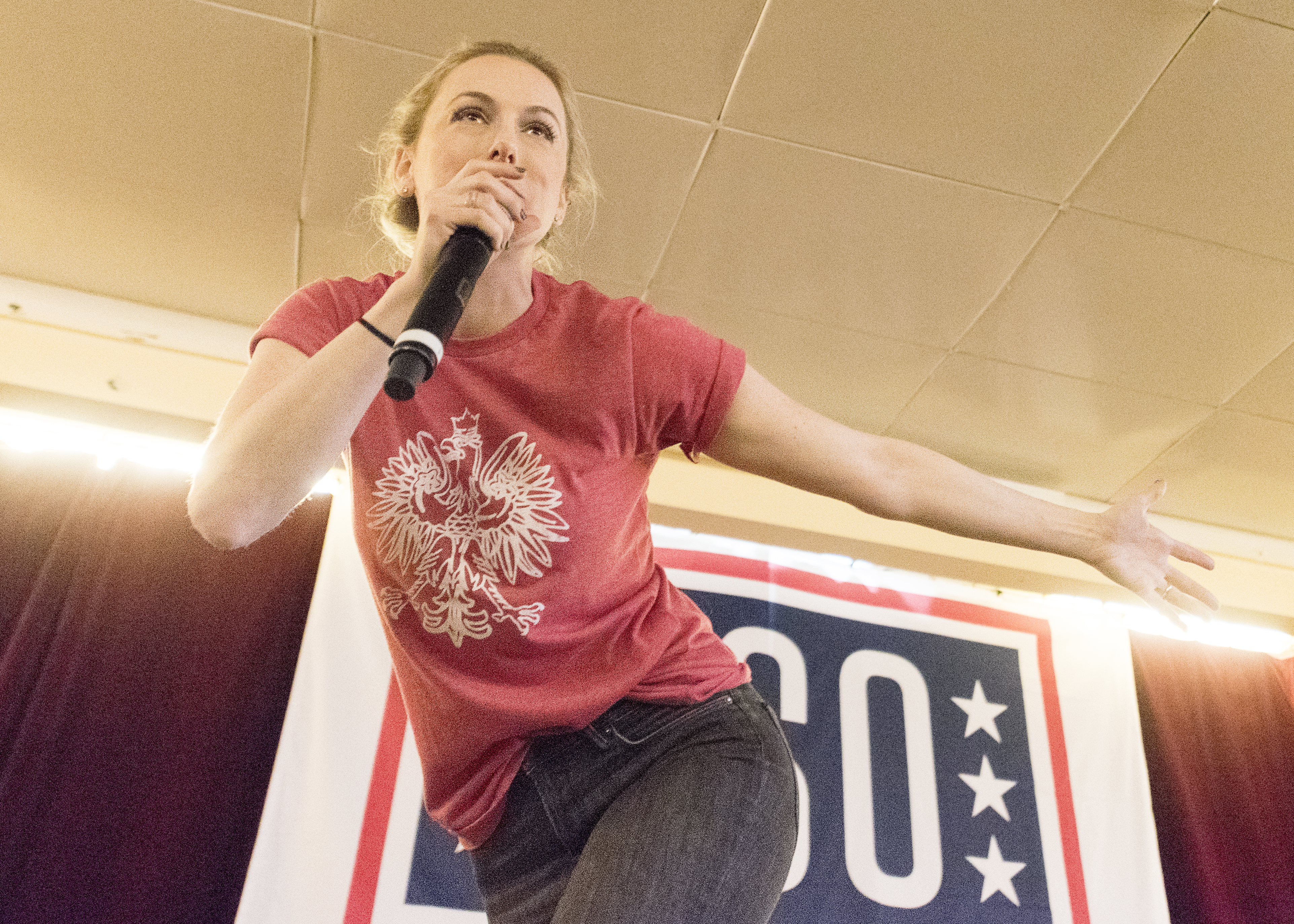
Shlesinger si esibisce nel 2017

Nel 2008 Shlesinger è diventata la prima donna e la più giovane vincitrice del Last Comic Standing della NBC, nella sesta stagione della serie. È stata selezionata due volte da altri comici per competere nelle eliminazioni testa a testa, vincendo ogni volta. È apparsa in The Last Comic Standing Tour.  Shlesinger ha lavorato con Lewis Black per contribuire a Surviving the Holidays, uno speciale per le vacanze di History Channel, e prestato la sua voce narrante nel documentario del 2009 Imagine It! ² The Power of Imagination. Nel 2010 ha pubblicato il video comico Man Up e Act Like a Lady e l'album iliza LIVE sul suo sito web tramite The ConneXtion. Durante queste pubblicazioni è apparsa in una serie di video comici per Slate.
Shlesinger ha ospitato The Weakly News su TheStream.tv dal 7 luglio 2007 al 9 aprile 2012. Inoltre ha ospitato giustificate, una serie su sindacazione di incontri della concorrenza basate sulla realtà americana svoltasi dal 2011 al 2013. È co-protagonista nel film Paradise del 2013. Ha dato inizio a un podcast chiamato Truth and Iliza nell'agosto 2014 che ospita celebrità e amici personali. Il podcast semi-settimanale è un forum dove si discute di questioni che la disturbano o di spettacolo, con una sigla punk interpretata da Being Mean to Pixley.
Shlesinger è stata conduttrice comica di StarTalk Radio Show con Neil DeGrasse Tyson per la stagione 7, episodio 12 intitolato Cosmic Queries: Galactic Grab Bag, il 20 maggio 2016. Il 13 luglio 2016 è uscita la serie commedia digitale in formato corto dell'ABCdigital Forever 31, creata e interpretata da Shlesinger. Il 7 novembre 2017 Weinstein Books ha pubblicato il libro di Shlesinger Girl Logic: The Genius and the Absurdity con un'introduzione di Mayim Bialik. Pochi mesi dopo è stato riferito che la comica era stata citata in giudizio da un uomo a cui era stata negata l'ammissione a uno dei suoi spettacoli per sole ragazze. La denuncia iniziale è stata respinta e quindi presentata come azione legale di classe.
Il primo album e video della commedia War Paint è stato registrato il 1 ° dicembre 2012 al Lakewood Theatre di Dallas e pubblicato su Netflix il 1 ° settembre 2013. Il suo secondo speciale stand-up Freezing Hot è stato registrato a Denver, in Colorado, e presentato per la prima volta su Netflix il 23 gennaio 2015. Il suo terzo speciale di Netflix intitolato Confirmed Kills è stato registrato al Vic Theatre di Chicago, in Illinois, e presentato per la prima volta su Netflix il 23 settembre 2016. Il suo quarto speciale Elder Millennial è stato registrato a bordo della USS Hornet, presso l'USS Hornet Sea, Air & Space Museum di Alameda, in California, il 23 febbraio 2018, ed è stato presentato in anteprima su Netflix il 24 luglio 2018. Il suo quinto speciale stand-up Unveiled è stato registrato a Nashville e presentato in anteprima su Netflix il 19 novembre 2019.  Iliza Shlesinger è anche la protagonista del film Netflix Spenser Confidential, uscito a marzo 2020, così come di Sembrava perfetto... e invece, coprodotto da Universal Picture e Netflix.

### Vita privata
Il 12 maggio 2018 ha sposato lo chef Noah Galuten.

## Doppiatrici italiane
Nelle versioni in italiano delle opere in cui ha recitato, Iliza Shlesinger è stata doppiata da:
- Benedetta Degli Innocenti in Spencer Confidential, Sembrava perfetto... e invece
- Chiara Gioncardi in Girlboss
- Jolanda Granato in Supercool - Strafigo per un giorno